# Wood-Buffalo-Nationalpark
Der Wood-Buffalo-Nationalpark (englisch Wood Buffalo National Park of Canada, französisch Parc national du Canada Wood Buffalo) wurde 1922 im Grenzbereich der Provinz Alberta und der Nordwest-Territorien gegründet und ist mit einer Fläche von 44.802 km² der größte kanadische Nationalpark. Im Jahr 1983 wurde er durch die UNESCO als Weltnaturerbe anerkannt.
Das Gebiet wurde 2013 auch in vollem Umfang als Dark Sky Preserve (Wood Buffalo Dark Sky Reserve) ausgewiesen, womit es auch das weltweit größte Lichtschutzgebiet ist.

## Landschaft

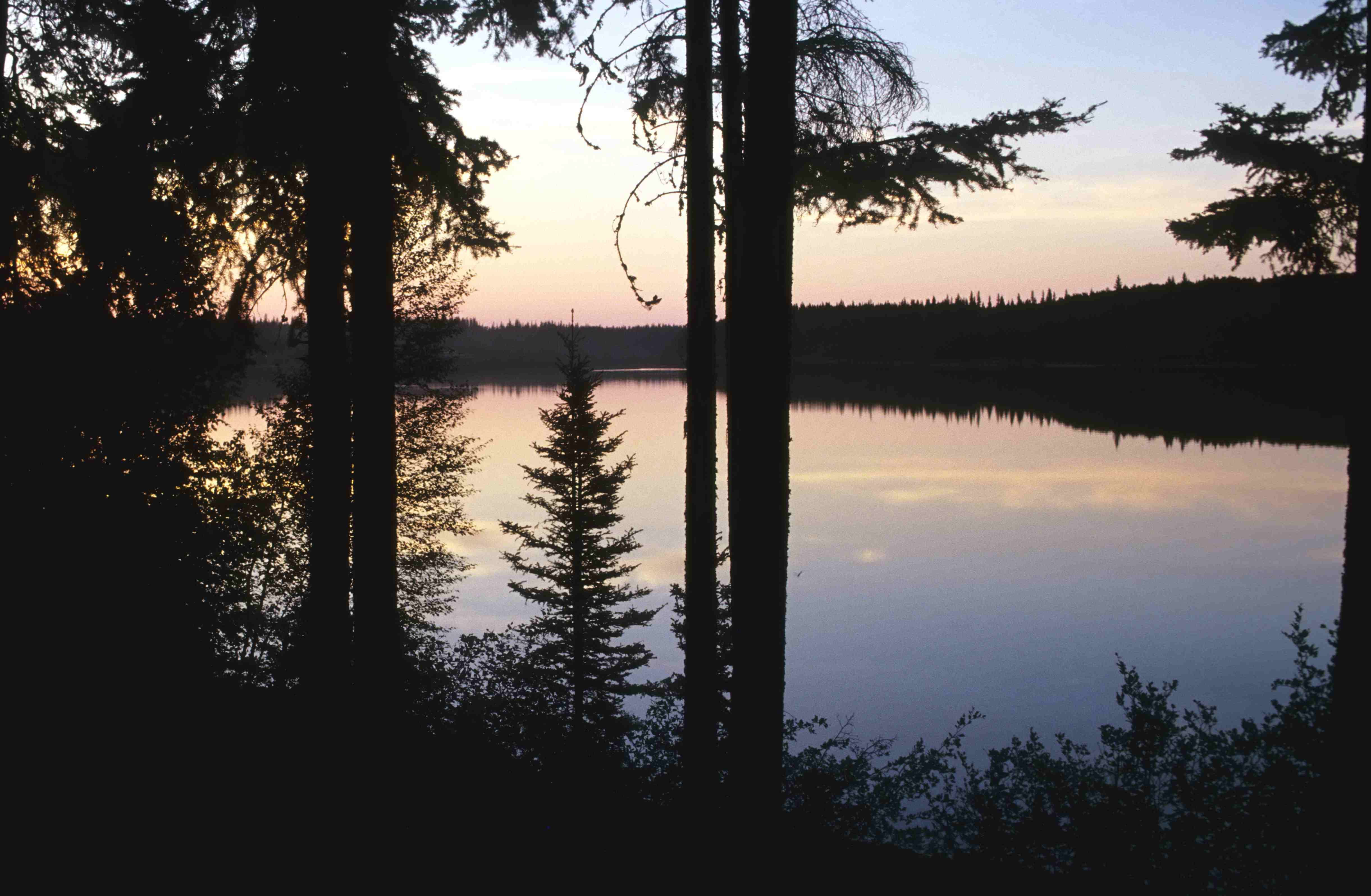
Abendstimmung am Pine Lake

Der Nationalpark ist vor allem durch die ihn im Osten begrenzenden Flussläufe des Athabasca River und des Slave River sowie durch den ihn von Westen nach Osten durchfließenden Peace River und die Südwestspitze des Athabascasees charakterisiert. Das Flussdelta aus Slave, Peace und Athabasca bildet ein Labyrinth aus Flüssen, Seen (u. a. Lake Claire) und Sümpfen und ist eines der größten Süßwasserdeltas Kanadas. Der 300 Kilometer lange, in Ost-West-Richtung orientierte Athabascasee hat eine hohe Wasserqualität trotz der Belastung durch Rückstände aus der Uran-Gewinnung am Nordufer.
Die Fläche des Nationalparks ist weithin mit Koniferen- und Mischwäldern bedeckt. Im Südwesten der Kleinstadt Fort Smith erstreckt sich westlich des Slave Rivers das bedeutendste Gipskarstgebiet Nordamerikas. Hier befinden sich Hunderte von Höhlen, Dolinen und Karstquellen sowie ein ausgedehntes Netz von unterirdischen Flüssen. Manche Höhlen sind zusammengebrochen, und so sind charakteristische Erdfälle entstanden, die das Labyrinth gut erkennbar machen. Der spektakulärste Erdfall hat sich zum Pine Lake entwickelt, der 60 Kilometer südlich von Fort Smith unmittelbar an der Rollsplitttrasse zum Peace Point (am Peace River) gelegen ist. Im Nordostteil des Nationalparks liegen mit einer Salzkruste überzogene Ebenen; sie entstanden durch das Austrocknen von Gewässern, die sich mit unterirdischen Salzrückständen eines vorgeschichtlichen Meeres befrachtet aus Quellen auf die Oberfläche ergießen.

## Klima
Der Nationalpark ist zwar am Rande der Permafrostzone gelegen; dennoch sind die Sommermonate Juli und August heiß und trocken.

## Fauna

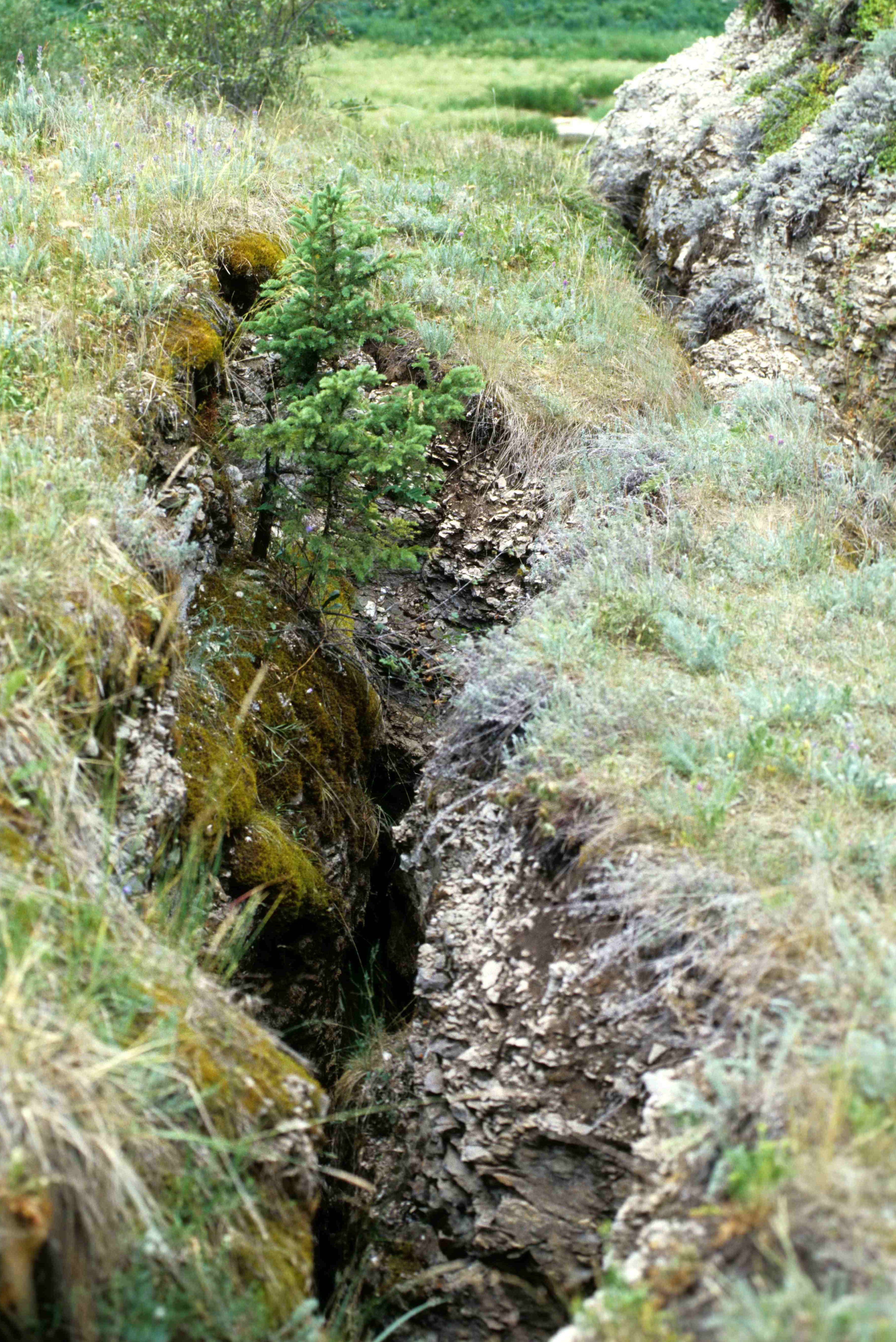
Sinkloch

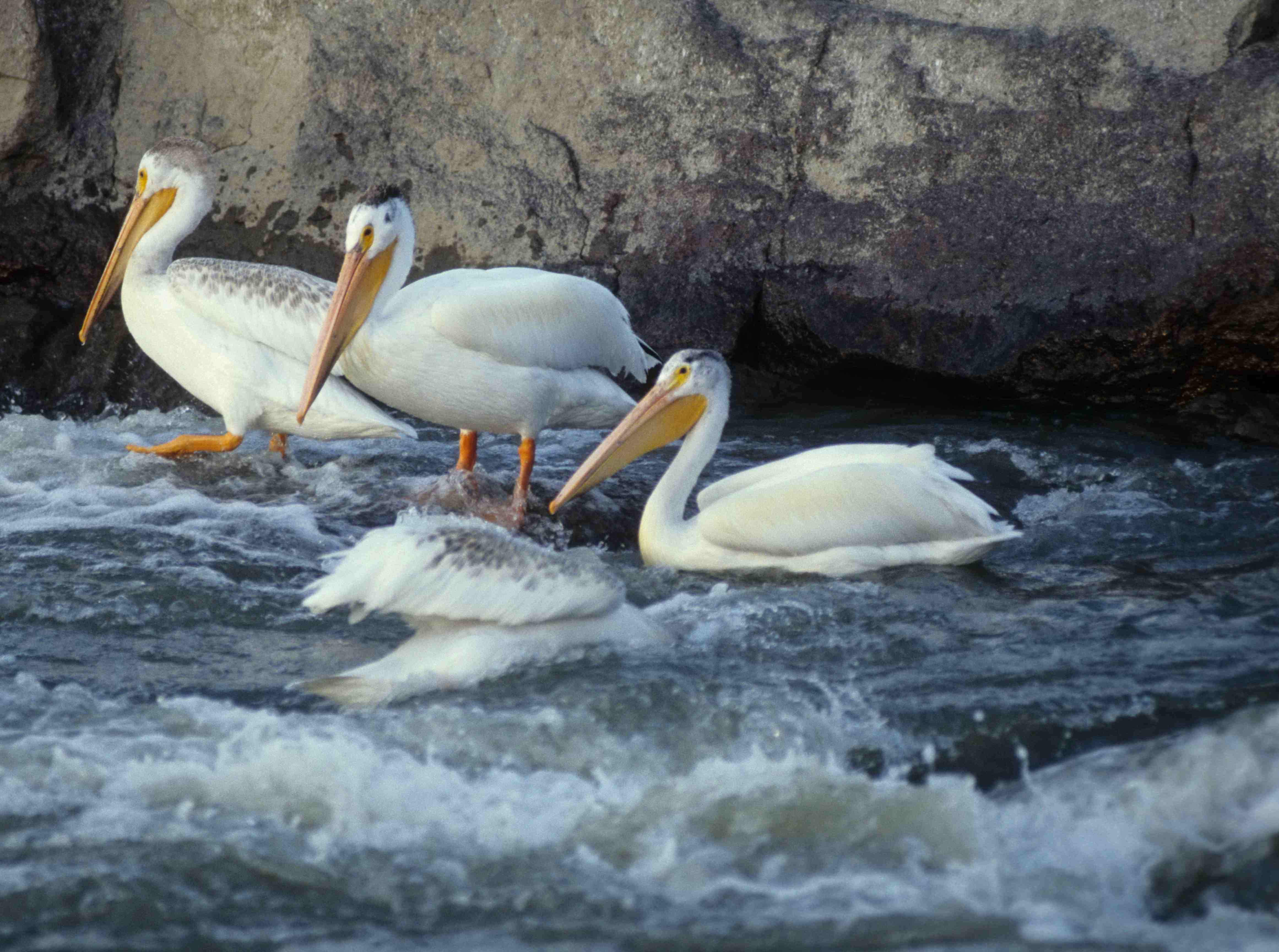
Zwei Nashornpelikan-Pärchen

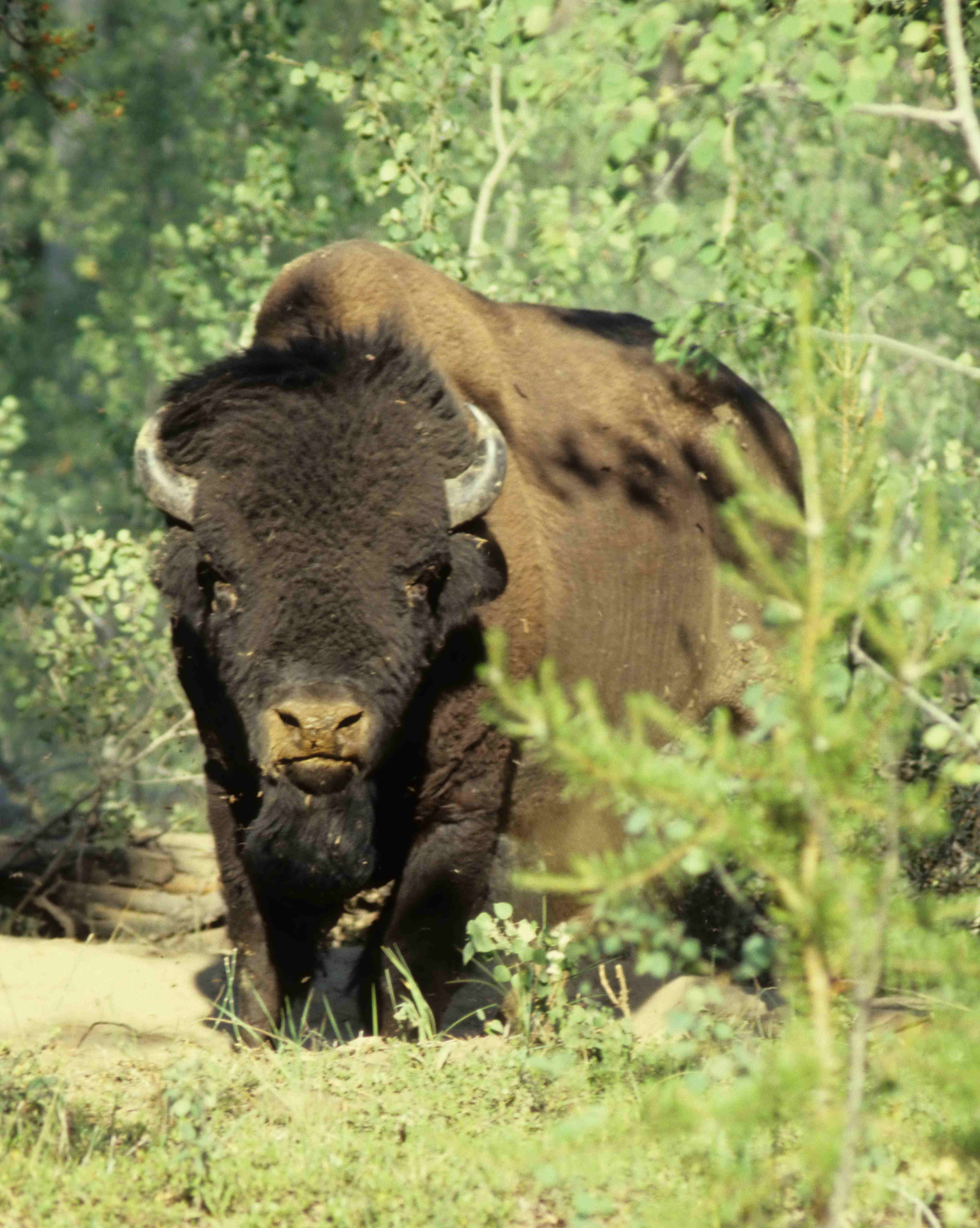
Waldbison (Wood-Buffalo-Nationalpark)

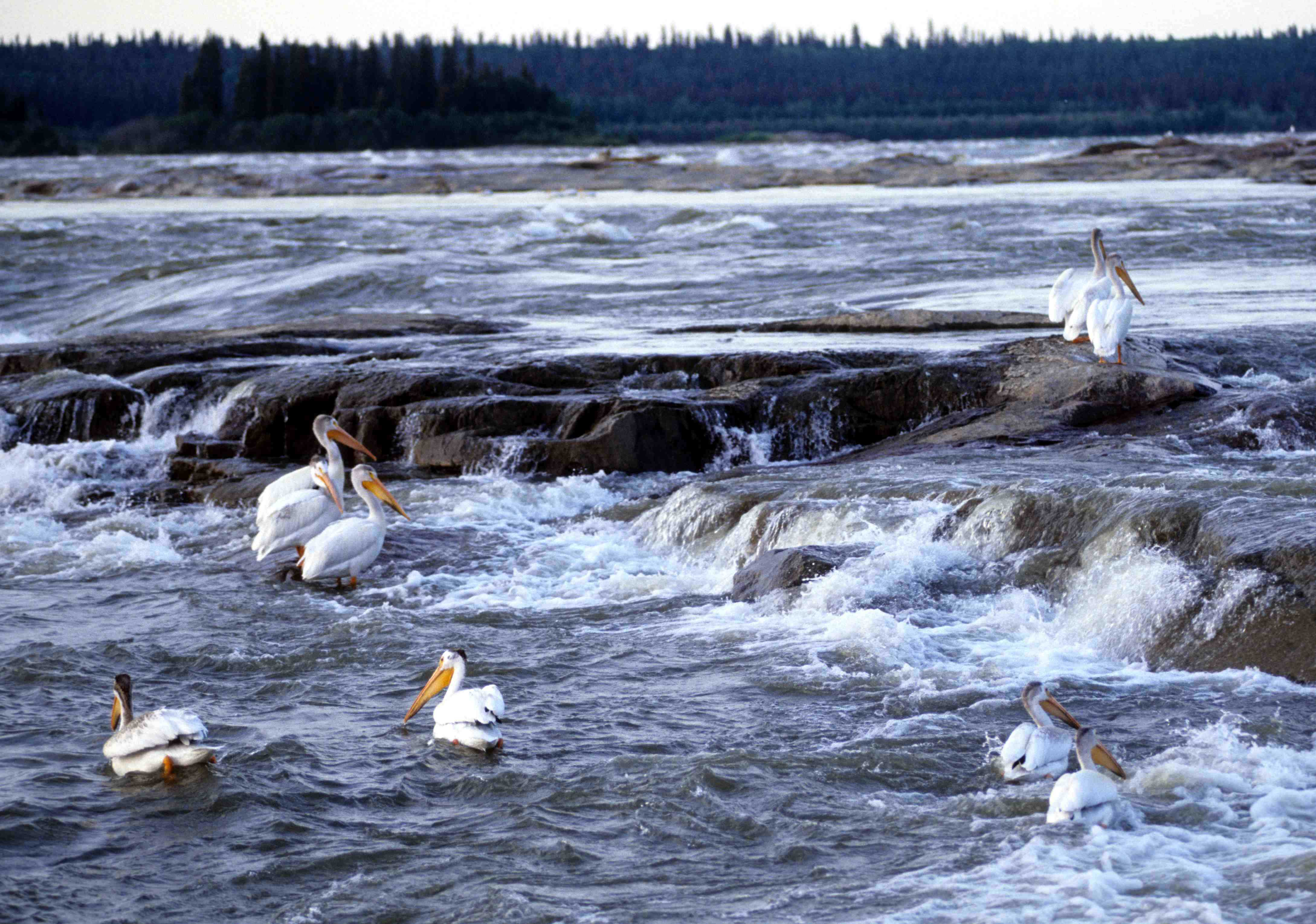
Nashornpelikane an den Rapids of the Drowned

Auf dem Gebiet des Nationalparks wurden ca. 300 Tierarten, davon rund 250 Vogelarten, gezählt. Tausende von Zugvögeln überqueren die Region auf ihren Nord- und Südflügen. Die weltweit letzten Nistplätze von Schreikranichen (Grus americana) befinden sich hier und an den Stromschnellen des Slave River zwischen Fort Smith und Fort Fitzgerald befindet sich die nördlichste Kolonie des Nashornpelikans (Pelecanus erythrorhynchos, American White Pelican).
Gegründet wurde der Park, um die Nistplätze der vom Aussterben bedrohten Schreikraniche und die letzten hier noch lebenden Waldbisons (Bos bison athabascae) zu schützen. 2007 lag der Bestand an Bisons (Wald- und zusätzlich aus dem ehemaligen Buffalo-Nationalpark ausgesetzte Präriebisons, die sich vielfach vermischt haben) im Park bei rund 4600 Tieren. Sie bilden inzwischen die weltweit größte Gruppe frei lebender Bisons, sind jedoch alle mit Tuberkulose infiziert, was den Bestand der Herde bedroht.
Außerdem sind im Nationalpark noch mehrere Wolfsrudel, ferner Schwarzbären, Grizzlys, Luchse, Elche, Polarfüchse, Biber, Murmeltiere und viele andere Tierarten beheimatet. Auch Weißkopfseeadler bauen in Baumwipfeln ihre Nester.

## Flora
Hinsichtlich seines Pflanzenwuchses zählt der Park zu den artenreichsten Ökosystemen Nordamerikas. In den Nadel- und Mischwäldern und auf den salzhaltigen Ebenen gedeiht eine Vielzahl von Sumpf- und Präriepflanzenarten.

## Besonderheiten
Im Süden des Lake Claire fand der kanadische Ökologe Jean Thie 2007 bei der Auswertung von Satellitenbildern zufällig den mit 850 Metern bisher längsten bekannten Biberdamm. Anhand eines Vergleichsfotos von 1975, auf dem nur wenige kleine Stellen von Biber-Aktivitäten erkennbar sind, zeigt sich, dass mehrere Generationen Biber diesen Damm erbaut haben und weiterhin pflegen. Die Koordinaten sind NS=58.271667 EW=-112.25166758.

## Touristische Hinweise
Der günstigste Ausgangspunkt für den Besuch des Wood-Buffalo-Nationalparks ist Fort Smith, das mit dem Fahrzeug auf einem Abzweig des Mackenzie Highway über Hay River oder mit dem Flugzeug sowohl von Edmonton wie von Yellowknife aus zu erreichen ist.